# Ian Hislop
Ian Hislop (ur. 13 lipca 1960 w Mumbles w Walii) – brytyjski dziennikarz, satyryk i scenarzysta.
Studiował literaturę angielską w Magdalen College na Uniwersytecie Oksfordzkim.
Od 1986 roku Hislop jest redaktorem naczelnym dwutygodnika satyrycznego Private Eye. W latach 1984–1988 był scenarzystą programu telewizyjnego Spitting Image, a w latach 2003-2004 serialu Mój tata jest premierem (My Dad's the Prime Minister). Od 1990 roku jest kapitanem jednej z drużyn w programie rozrywkowym Have I Got News for You. Jest częstym gościem w licznych programach telewizyjnych, wielokrotnie pojawiał się w Question Time.